# La via d'oro
La via d'oro (Excavation) è un romanzo di avventura e techno-thriller del 2000 scritto da James Rollins.
È una ripresa contemporanea del tema del mondo perduto.
È stato tradotto in italiano da Editrice Nord nel 2001.

## Trama
Sulle Ande peruviane durante alcuni scavi archeologici il professor Henry Conklin scopre una mummia perfettamente conservata. La scoperta potrebbe confermare la sua ipotesi dell'esistenza di un'avanzata civiltà indigena antecedente gli Inca. Quando Conklin lascia la direzione dei lavori al nipote Sam, scopre dagli studi effettuati nel laboratorio negli Stati Uniti che la mummia è di un missionario spagnolo vissuto 500 anni prima e che all'interno del cranio è presente una sostanza simile all'oro, con una composizione chimica sconosciuta e dalle proprietà sorprendenti.
Il nipote Sam in Perù con il gruppo prosegue l'esplorazione del sito precolombiano, trovando un passaggio segreto tra due picchi che conduce a una necropoli all'interno della montagna. Malgrado il luogo sia rimasto intatto per secoli, il gruppo di archeologi si imbatte in trappole ingegnose nei cunicoli labirintici del complesso funerario. Quando scoprono un sentiero luccicante nell'oscurità, fatto di un metallo sconosciuto simile all'oro, diventano preda di un nemico astuto e spietato, deciso a eliminarli pur di custodire il segreto, conosciuto dai più anziani del popolo Inca come "il Sangue del Diavolo", tramandato e difeso da una setta di Frati Domenicani.

## Edizioni
- (EN) James Rollins, Excavation, 1ª ed., HarperTorch, 2000,  pp. 416, ISBN 978-0-380-81093-2.
- James Rollins, La via d'oro, traduzione di G. Traverso, collana Narrativa Nord, Nord, 2011,  p. 424, ISBN 978-88-429-1637-6.